# Jauer (Fluss)
Die Jauer, obersorbisch Jawora („Ahornbach“), ist ein rechter Nebenfluss der Schwarzen Elster im sorbischen Siedlungsgebiet.
Sie entspringt zwei Quellen am Leipsberg nordwestlich von Kaschwitz. Der westliche Quellarm streift Kriepitz und speist die dortigen Teiche, während der andere Quellarm den Ort 500 Meter östlich passiert.

## Verlauf
Der Bach fließt zunächst nach Norden, schlägt dann jedoch eine östliche Richtung ein und unterquert die Staatsstraße S 100, bevor er sich wieder nach Norden wendet und Miltitz durchquert, welches er in westlicher Richtung verlässt. Bevor er Nebelschütz erreicht, durchfließt er den ehemaligen Speicher Nebelschütz und nimmt wieder seine ursprüngliche, nördliche Richtung ein. Schließlich gelangt die Jauer nordöstlich von Kamenz nach Deutschbaselitz, speist dort neben weiteren Teichen den Deutschbaselitzer Großteich und mündet nach ungefähr 14 Kilometern als dessen Abfluss in die Schwarze Elster.
Die Jauer verläuft oft mäandernd und ist abschnittsweise begradigt und ausgebaut.